# Non stop vol d'r op
Non stop vol d'r op is een lied van de Nederlandse feestact Snollebollekes. Het werd in 2021 als single uitgebracht.

## Achtergrond
Non stop vol d'r op is geschreven door Jurjen Gofers. Het is een lied uit het genre feestmuziek. In het lied wordt een deel van de melodielijn van Dragostea din tei van O-Zone uit 2003/2004 gesampled. De feestact bracht het nummer voor het eerst ten gehore bij De Coen en Sander Show op Radio 538. Het lied was de titelsong van het televisieprogramma De Dansmarathon op SBS6.

## Hitnoteringen
De feestact had bescheiden succes met het lied in Nederland. Het piekte op de 84e plaats van de Single Top 100 en stond drie weken in deze hitlijst. De Top 40 werd niet bereikt; het lied bleef steken op de zeventiende plaats van de Tipparade.